# République ligurienne
1797–1805
28 avril – 28 juin 1814
Entités précédentes :
- République de Gênes (1797)
- Empire français (1814)

Entités suivantes :
- Empire français (Apennins, Gênes et Montenotte) (1805)
- Royaume de Sardaigne (1814)

La République ligurienne est un État de la péninsule italienne créé en 1797 sur le modèle du régime de la République française en vigueur à l'époque du Directoire. Elle est intégrée dans l'Empire français en 1805.

## Histoire
La république de Gênes doit changer sa constitution en mai-juin 1797 pour adopter le modèle français sous la contrainte de Bonaparte et d'une partie de la bourgeoisie génoise, jacobine et hostile à l'ancien gouvernement des doges : deux conseils, dit « des Anciens » et « des Soixante », ainsi qu'un exécutif de cinq directeurs, dirigent la nouvelle République ligurienne. Un traité d'alliance défensive et offensive achève de faire de cette « république sœur » un satellite de la France.
Les aristocrates génois, dont le dernier doge Giacomo Maria Brignole, continuent la lutte en se disséminant dans l'Italie du Nord. Les Génois, attachés à leur république aristocratique, acceptent d'abord mal ce nouvel état calqué sur le modèle français. En novembre 1799, il y a une tentative de révolte de la ville de Gênes, sous le commandement du noble Pasqual Adorno. Le complot pour le 5 novembre a été découvert et déjoué. Après le coup d'État du 18 Brumaire en France, le directorat est dissous le 7 décembre 1799, et est remplacé provisoirement par une commission.
En 1800, toujours à l'imitation de la France, la République ligurienne remplace ses directeurs par un doge nommé pour cinq ans. En 1802 il est nommé à vie. En 1805, la république est annexée à l'Empire français et divisée en quatre départements, celui des Apennins, de Montenotte, de Gênes et des Alpes-Maritimes. Le 26 avril 1814, la république de Gênes est rétablie. Annexée le 28 juin suivant par le royaume de Sardaigne, les troupes britanniques s'emparent de l'administration du territoire au nom de la Sardaigne le 26 décembre. L'annexion est officiellement proclamée le 3 janvier 1815[réf. souhaitée].

## Population
La République ligurienne comptait environ 600 000 habitants, dont 90 000 à Gênes[réf. souhaitée].